# Чаус
Ча́ус — село в Україні, в Синельниківському районі Дніпропетровської області. Входить до складу Новопавлівської сільської громади. Населення становить 63 особи. 

## Історія
До 2016 року орган місцевого самоврядування - Богданівська сільська рада.
12 червня 2020 року, відповідно до розпорядження Кабінету Міністрів України № 709-р від «Про визначення адміністративних центрів та затвердження територій територіальних громад Дніпропетровської області», увійшло до складу Новопавлівської сільської громади.
19 липня 2020 року, в результаті адміністративно-територіальної реформи і ліквідації Межівського району, село увійшло до складу новоутвореного Синельниківського району.

## Географія
Село Чаус примикає до села Солоне, на відстані 1 км розташоване селище Демурине. По селу протікає пересихаючий струмок.